# 더 머쉰
《더 머쉰》(영어: The Machine)은 2013년 공개된 영국의 SF 영화이다.

## 출연

### 주연
- 토비 스티븐스
- 케이티 롯츠
- 데니스 로슨
- 샘 하젤딘

### 조연
- 리 니콜라스 해리스
- 헬렌 그리핀
- 푸네 하지모하마디
- 시완 모리스
- 술레 리미
- 존-폴 맥로드
- 조나단 번

## 기타
- 라인프로듀서: 메이너 스투트
- 라인프로듀서: 트레이시 라이트
- 협력프로듀서: 조나단 윌리스
- 조감독: 세스 애덤스
- 미술: 에릭 렐
- 세트: 기네스 비니언
- 시각효과: 펠릭스 발바스
- 시각효과: 마우리지오 지글리오리
- 시각효과: 크리스찬 레트
- 시각효과: 리어 윌리엄스
- 분장: 제나 레이지
- 배역: 마누엘 푸로

## 같이 보기
- 튜링 테스트